# 合わせ羊羹
合わせ羊羹（あわせようかん）は、熊本県天草市牛深町、旧牛深市で古くから作られている郷土菓子。羊羹をスポンジ2枚で挟んである。東日本で広まっている菓子のシベリアとよく似ているが、どちらがルーツかは定かでない。旧牛深市では、この他にも郷土菓子・銘菓あかまきが有名で、あかまきは、牛深銘菓から天草銘菓・天草郷土菓子と幅広く人気が高まっている。